# Cleopatra Forsman Goga
Cleopatra "Cleo" Joyce Elizabeth Forsman Goga, född 10 september 1991 i Råsunda, Sverige, är en svensk basketspelare med delvis kenyanskt påbrå. Hon har spelat i svenska U18-landslaget, Södertälje BBK samt för Northland Basket i Luleå.
Forsman Goga började spela basketboll när hon var åtta år. Hon började spela för Solna Hagalund f-89  men bytte 2003 till BK Järva-basket och kom därifrån till Södertälje och SBBK 2004. Hon spelade säsongerna 2007/2008 och 2008/2009. Båda säsongerna kom Telge Energi (SBBK:s damlag) på andra plats i damligan. Hon har spelat i U16- och U18-landslaget i fyra UEM: U16 2006 och 2007, U18 2008 och 2009. Bland meriterna finns en bronsmedalj vid basket-EM 2009 för U18 i Södertälje, där blev hon också blev invald i All-Star Team och utnämnd till turneringens mest värdefulle spelare. Hon togs också ut i All Star Team vid EM 2008 för U18. Hon fick pris som Damligans bästa forward 2009/2010. Följande säsong, 2010/2011, spelade hon för Telge Basket och vann SM-guld tillsammans med sin äldre syster Vici Fagan.